# Henriëtte Pimentel
Henriëtte Henriquez Pimentel (Amsterdam, 17 april 1876 – Auschwitz, 17 september 1943) was een Joodse onderwijzeres, verpleegster en verzetsvrouw die tijdens de Tweede Wereldoorlog Joodse kinderen in Nederland aan een onderduikadres hielp.

## Biografie
Henriëtte Pimentel was het tiende kind van diamanthandelaar Nathan Pimentel en Rachel Oppenheimer. Zij deed eind 19e eeuw een opleiding tot bewaarschoolhoudster en begon in 1902 een Fröbelschool in het souterrain van Andrieszkade 5 te Amsterdam. Later verhuisde de school naar Sarphatistraat 115 (na omnummering werd dit 141). Tussen 1917 en 1922 was ze werkzaam als gouvernante in Bussum. Zij zette zich in die tijd in voor vrouwenbelangen en richtte de afdeling Bussum op van de Algemene Nederlandsche Vrouwen Organisatie (ANVO).
In 1926 werd Henriëtte Pimentel directrice van de crèche aan de Plantage Middenlaan 31 in Amsterdam, die in 1906 door de Vereeniging Zuigelingen-Inrichting en Kinderhuis was opgericht. Zowel Joodse als niet-Joodse kinderen konden naar de crèche worden gebracht en jonge vrouwen konden er intern een erkende tweejarige opleiding tot kinderverzorgster volgen. Henriëtte Pimentel woonde in het pand. In 1930 bracht de Koninklijke familie een bezoek aan de crèche.

### Oorlogsjaren
Tijdens de Tweede Wereldoorlog werd Henriëtte Pimentel een van de sleutelfiguren in een heldhaftig plan waarmee het leven werd gered van zo'n 500 tot 800 Joodse kinderen. Zij deed dit samen met onder meer Walter Süskind, Johan van Hulst en Felix Halverstad, Henriëtte Pimentel was directrice van een crèche die tegenover de Hollandsche Schouwburg gevestigd was.  
Toen de Joden uit Amsterdam en omstreken zich vanaf juli 1942 bij de schouwburg moesten melden voor deportatie, of er onder dwang naartoe gebracht werden om vervolgens naar Kamp Westerbork te worden gedeporteerd, werd het er al snel veel te vol. In oktober 1942 werd de crèche gevorderd en werden de kinderen tot 13 jaar er opgevangen tot het moment van transport. Henriëtte Pimentel, Walter Süskind en Felix Halverstad, maakten eind december 1942 een plan om zoveel mogelijk kinderen systematisch via de crèche weg te laten komen. Daarvoor werden contacten opgebouwd met diverse verzetsgroepen, vaak studenten, die kinderen wegbrachten naar onderduikadressen. Dit kon alleen als ouders toestemming gaven en de naam van het kind uit de administratie van de Joodse Raad gehaald was.  
Vier verzetsgroepen hielden zich bezig met het onderbrengen van de kinderen: de NV-groep met Joop Woortman, het Utrechts Kindercomité, de Trouwgroep en de Amsterdamse Studenten Groep met Piet Meerburg, die zijn rechtenstudie afbrak om deze groep te helpen.
Henriëtte Pimentel ging op 23 juli 1943 met 70 kinderen en 36 kinderverzorgsters op transport naar Westerbork. Op 14 september 1943 werd zij naar Auschwitz gedeporteerd waar zij direct bij aankomst op 17 september 1943 werd vermoord. De crèche werd op 29 september 1943 gesloten, het gebouw werd in 1976 afgebroken.

## Eerbetoon
- In Amsterdam Nieuw-West werden in mei 2016 zes bruggen vernoemd naar vrouwelijke verzetsstrijders, onder wie Pimentel.[4] Deze oorspronkelijke Henriëtte Pimentelbrug bevindt zich in Slotermeer. In 2022 wijzigde de gemeente Amsterdam dit door brug 265 nabij de Hollandsche Schouwburg te hernoemen in Henriëtte Pimentelbrug.